# Santovenia

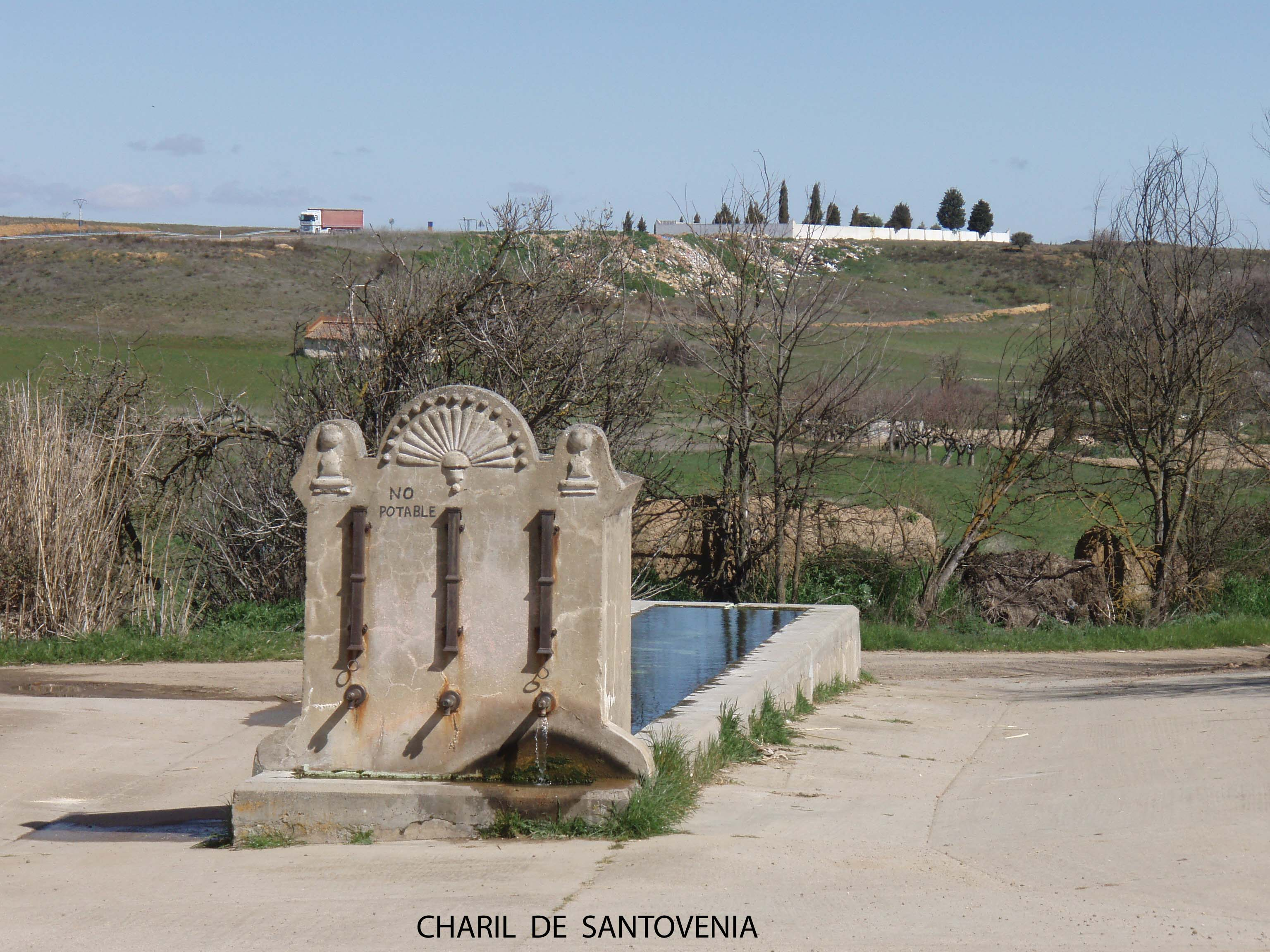
Brunnen (fuente), Viehtränke (abrevadero) und Waschplatz (lavadero)

Santovenia ist ein nordspanischer Ort und Hauptort einer 227 Einwohner (Stand: 2024) zählenden Gemeinde (municipio) in der Provinz Zamora in der autonomen spanischen Region Kastilien-León. Der Ort liegt an einer von Süden (Sevilla, Mérida, Cáceres, Salamanca und Zamora) kommenden und in León oder Astorga in die Hauptstrecke einmündenden Nebenstrecke des Jakobswegs.

## Lage und Klima
Der Ort Santovenia liegt in der Iberischen Hochebene (meseta) knapp 46 km (Fahrtstrecke) nördlich der Provinzhauptstadt Zamora in ca. 715 m Höhe auf einer Anhöhe etwa 2 km östlich des Flusses Esla. Die winterlichen Temperaturen sind durchaus kühl, im Sommer dagegen ist es warm bis heiß; die spärlichen Regenfälle (ca. 420 mm/Jahr) fallen mit Ausnahme der Sommermonate übers ganze Jahr verteilt.

## Bevölkerungsentwicklung
| Jahr      | 1857 | 1900 | 1950  | 2000 | 2017 |
| Einwohner | 555  | 791  | 1.157 | 431  | 273  |

Der deutliche Bevölkerungsrückgang seit den 1950er Jahren ist im Wesentlichen auf die Mechanisierung der Landwirtschaft und die Aufgabe bäuerlicher Kleinbetriebe und den daraus resultierenden Arbeitsplatzmangel auf dem Land zurückzuführen (Landflucht).

## Wirtschaft
Die Landwirtschaft bildete seit jeher die Lebensgrundlage für die als Selbstversorger lebende Bevölkerung der Region; im Ort selber ließen sich Handwerker, Kleinhändler und Dienstleister aller Art nieder.

## Geschichte
Obwohl der Ort an der bereits in der Antike genutzten Via de la Plata lag, wurden keltische, römische, westgotische und selbst maurische Spuren bislang nicht gefunden. Die früheste Erwähnung des Ortsnamens Santa Ovenia stammt aus einer Urkunde des Jahres 1167. Später befand er sich im Besitz der Herzöge und Grafen von Benavente.

## Sehenswürdigkeiten und Kultur
- Die in großen Teilen aus Bruchsteinen erbaute Iglesia de Nuestra Señora del Tobar scheint aus dem 16./17. Jahrhundert zu stammen; die Ostteile wurden im 17./18. Jahrhundert im Mudéjar-Stil erneuert. Auch der aus exakt behauenen Steinen gefertigte Glockengiebel (espadaña) scheint jüngeren Datums zu sein.

Umgebung
- Zu Füßen des Ortes befindet sich eine Quelle mit angeschlossenem Brunnen und Viehtränke.